# Jezeřany (Veltruby)
Jezeřany, auch Zájezeří bzw. Malé Veltruby, (deutsch Jezerzan) ist eine Ansiedlung der Gemeinde Veltruby in Tschechien. Sie liegt fünf Kilometer nordwestlich des Stadtzentrums von Kolín und gehört zum Okres Kolín.

## Geographie
Jezeřany befindet sich rechtsseitig der Elbe in der Středolabské tabule (Tafelland an der mittleren Elbe). Das Dorf liegt auf einer Anhöhe zwischen dem Fluss und einem Altarm in den Elbauen. Östlich erhebt sich die Chotule (206 m n.m.). Südlich befindet sich der Burgstall Svatovík. Gegen Nordwesten liegt das Auwaldgebiet Veltrubský luh.
Nachbarorte sind Na Přívoze und Velký Osek im Norden, Veltruby im Nordosten, Býchory, Ovčáry und Františkov im Osten, Sendražice und Hradišťko I im Südosten, Brankovice, Krakorec und Klavary im Süden, Ohrada und Nová Ves I im Südwesten, Horní Nouzov und Dolní Nouzov im Westen sowie Klipec, Pňov-Předhradí und Oseček im Nordwesten.

## Geschichte
Jezeřany und Veltruby wurden vermutlich im 12. Jahrhundert gegründet. Zu dieser Zeit hatte die Elbe noch einen anderen Lauf und mäandrierte 600 m östlich ihres heutigen Flussbettes. Das Kirchdorf Jezeřany entstand links des Flusses, Veltruby am gegenüberliegenden Ufer. Auf dem Friedhof wurde 1863 ein romanisches Kreuz gefunden.
Die erste schriftliche Erwähnung von Jezeřany erfolgte 1340 im Zusammenhang mit einem in dem Dorf ansässigen Untertanen der Königsstadt Kolín. Im Jahre 1352 wurde die Pfarrei erstmals erwähnt. Zu dieser Zeit war Jimram von Říčan Besitzer des Gutes. Zwischen 1371 und 1373 gehörte es Markvart von Jezeřan. Die mit den Zemanen von Vejtrub und den Herren von Sendražic stammesverwandten Herren von Jezeřan teilten das Gut in zwei Höfe. Der eine gehörte zwischen 1383 und 1398 dem Ješek von Jezeřan, der andere den Brüdern Markvart und Sezima von Jezeřan. Vor 1414 ließ Michal von Jezeřan bei der Kirche eine Feste errichten. Er verkaufte 1416 einen Teil des Dorfes an Jaroš von Libeř und Jan von Bohúňovice, die bis 1418 auch das Kirchpatronat ausübten. Die Feste einschließlich eines Hofes und einem Anteil am Dorf vererbte er seiner mit Baltazar von Nebovid verheirateten Tochter Dorota. Um 1473 teilten Baltazars Söhne Jindřich, Bohuslav und Jan von Nebovid das väterliche Erbe, wobei die Feste Jezeřany zusammen mit dem Hof Veltruby Jan zufiel. Wenig später erlosch das Dorf und auch die Feste wurde aufgegeben, vermutlich führte eine Elbflut zu ihrem Untergang. 1483 fiel Jezeřany als erledigtes Lehn an König Ladislaus Jagiello heim, der es Jan Kout von Týniště überließ. Im Jahre 1543 wurde das wüste Dorf Jezeřany mit einer steinernen Kirche auf der Burg als Zubehör des Petr Veltrubský gehörigen Gutes Veltruby aufgeführt. Danach findet auch die Feste keine Erwähnung mehr. Lediglich die Kirche blieb erhalten.
Veltrubskýs Witwe Johanna, geb. von Tamfeld, stiftete 1570 letztwillig 50 Schock Böhmische Groschen für die Reparatur und Erweiterung der Kirche, die zwei Jahre später zur Ausführung kam. Im Jahre 1626 wurde die Pfarrei Jezeřany aufgehoben und die Kirche Mariä Heimsuchung dem Dekanat Kolín als Filialkirche zugewiesen.
Wenzel Georg Holický von Sternberg, der 1676 das Gut Veltruby erworben und mit seinem Gut Radovesnice verbunden hatte, ließ das wüste Dorf Jezeřany wieder besiedeln und gab ihm den Namen Malé Veltruby. Zusammen mit dem nordöstlich – jenseits der alten Elbe – gelegenen Dorf Velké Veltruby bildete Malé Veltruby eine Gemeinde Veltruby. Der Prager Oberstburggraf Philipp Krakovský von Kolowrat, der die Herrschaft Radovesnice mit Veltruby 1759 für 91.000 Gulden gekauft hatte, ließ 1785 wieder eine Lokalie in Malé Veltruby errichten. Im Lokalistenhaus wurde eine Schule für die Kinder aus Malé Veltruby, Velké Veltruby und Hradišťko eingerichtet. 1841 ließ der Kirchherr, Albert Steiger von Münsingen die Kirche Mariä Heimsuchung abbrechen und zwischen 1843 und 1846 auf halbem Wege zwischen Malé Veltruby und Velké Veltruby eine neue, Mariä Himmelfahrt geweihte, Kirche errichten.
Im Jahre 1843 wurde das im Kauřimer Kreis gelegene Dorf Weltrub mit den beiden, etwa einen Kilometer voneinander entfernten Ortslagen als eine Einheit angesehen. Unter herrschaftlichem Patronat standen die Lokalkirche Mariä Heimsuchung, die Lokalie und die Schule. Weltrub war Pfarrort für Groß-Wosek und Hradischko; der Amtsort war Radowesnitz. Bis zur Mitte des 19. Jahrhunderts blieb Weltrub dem Gut Radowesnitz samt Weltrub untertänig.
Nach der Aufhebung der Patrimonialherrschaften bildete die Ansiedlung ab 1849 unter dem Namen V Domkách bzw. Malé Veltruby einen Ortsteil der Gemeinde Veltruby im Gerichtsbezirk Kolin. Im Jahre 1856 wurde in der Schule 121 Kunder unterrichtet, ihre Räumlichkeiten nahmen inzwischen eine gesamte Etage des Lokalistenhauses ein. Ab 1868 gehörte das Dorf zum Bezirk Kolin. In der zweiten Hälfte des 19. Jahrhunderts erfolgte eine Vergrößerung von Veltruby; um die Kirche wurde eine neue Siedlung angelegt, die später bis nach Malé Veltruby erweitert wurde. Ab 1878 wurde in der Schule in zwei Klassen, ab 1894 in drei Klassen unterrichtet. Nachdem 1898 das neue Pfarrhaus an der Kirche Mariä Himmelfahrt fertiggestellt war, konnte das Lokalistenhaus in Malé Veltruby ganz zu Schulzwecken genutzt werden; im Jahre 1900 wurde es für 1232 Gulden zum Schulhaus umgebaut und in einer Nische über dem Eingang eine Comenius-Büste aufgestellt. Seit Beginn des 20. Jahrhunderts wurde V Domkách bzw. Malé Veltruby nicht mehr als Ortsteil geführt.

## Ortsgliederung
Jezeřany gehört zum Ortsteil Veltruby der gleichnamigen Gemeinde und ist auch Teil des Katastralbezirkes Veltruby.

## Sehenswürdigkeiten
- Friedhof mit Friedhofsmauer und barockem Portal auf dem Hügel in der Ortsmitte. In der Mitte des Friedhofes stand die seit 1352 nachweisliche Pfarrkirche Mariä Heimsuchung. Sie wurde 1572 im Renaissancestil umgebaut und um ein neues Schiff und Chor sowie einen Turmanbau an der Westseite erweitert. Die Kirche wurde 1841 abgebrochen.[4]
- Schule, sie entstand im Jahre 1900 durch Umbau des früheren Lokalistenhauses. 1930 erfolgte ein Umbau und Erweiterung im funktionalistischen Stil. Bei Umbauten Ende der 1970er Jahre und 2010 wurde diese einzigartige architektonische Gestaltung vollständig beseitigt.[5]
- Comenius-Denkmal, gegenüber der Schule am Hang unterhalb des Friedhofs. Die 1900 über dem Schuleingang aufgestellte Büste wurde 1930 beim Schulumbau versetzt und auf einen Sockel gestellt.
- Bildstock[6]
- Naturreservat Veltrubský luh, das Auwaldgebiet an der Elbe mit zahlreichen abgeworfenen Flussarmen, ist seit 1985 auf einer Fläche von 98 ha unter Schutz gestellt.[7]